# 潘季
潘季（1934年4月—2023年3月11日），男，江苏常熟人，中华人民共和国政治人物，曾任西安交通大学党委书记兼校务委员会主席，第七、八届全国人大代表，第八届全国人大常委会委员。